# Soccer Kid
 (mars 2020).
Si vous disposez d'ouvrages ou d'articles de référence ou si vous connaissez des sites web de qualité traitant du thème abordé ici, merci de compléter l'article en donnant les références utiles à sa vérifiabilité et en les liant à la section « Notes et références ».
Soccer Kid est un jeu vidéo de plate-forme développé par Krisalis Software et sorti sur Amiga 500, Amiga 1200 et Super Nintendo en 1993. Le jeu a été porté sur 3DO, Amiga CD32, DOS et Jaguar.

## Équipe de développement
- Conception : Neil Adamson, Nigel Little, Matt Furniss
- Programmation : Nigel Little, Pete Harrap, Shaun Hollingworth
- Graphisme : Neil Adamson
- Musique et effets sonores : Matt Furniss

## Versions
La version Super Nintendo a été édité au Japon par Yanoman Corporation. Aux États-Unis, le jeu est connu sous le titre The Adventures of Kid Kleets. Telegames a réédité le jeu sur Game Boy Advance et PlayStation.
- 1993 - Amiga 500, Amiga 1200, Super Nintendo
- 1994 - Amiga CD32, DOS
- 1995 - 3DO
- 2000 - Jaguar
- 2002 - Game Boy Advance
- 2003 - PlayStation